# Еталон насадження із смереки гірської
Еталон насадження із смереки гірської — ботанічна пам'ятка природи місцевого значення. Об'єкт розташований на території Надвінянського району Івано-Франківської області, Максимецьке лісництво, квартал 21, виділ 1.
Площа — 4,5000 га, статус отриманий у 1993 році.